# 2010-es Fonogram díj átadása
A 2010-es Fonogram-díjkiosztóra a Fonogram-díj átadására 2010. február 10-én került sor a Millenáris Teátrumban.
A gálaest fellépői:    Auth Csilla, a Bin-Jip (Harcsa Veronika, Kaltenecker Zsolt, Andrew J, Gyémánt Bálint), a Firkin, Hobo, Holdviola, Rúzsa Magdi, a Sunshine Jazz. Szinetár Dóra - Bereczki Zoltán és a Turbo + Barabás Lőrinc voltak. A Budapest Saxophone Quartet betegségre hivatkozva lemondta a fellépést.

## Az év hazai klasszikus pop-rock albuma
Back II Black - Funkybiotikum (Magneoton)
- Ákos - 40+ (Fehér Sólyom)
- Deák Bill Gyula - A király meséi (Sony Music)
- Demjén Ferenc - A lelkünk most is vágtat (R&R)
- Ismerős Arcok - Lélekvesztő (B.K.L.)

## Az év hazai modern pop-rock albuma
Turbo - Turbo (Mamazone)
- Anti Fitness Club - LéleKzet (Magneoton)
- Kovácsovics Fruzsina - Fuss el végre (EMI)
- Magna Cum Laude - 999 (Magneoton)
- Péterfy Bori & Love Band - 2 (Megadó)

## Az év hazai alternatív albuma
Jamie Winchester - The Cracks Are Showing (Label 360)
- Erik Sumo Band - The Trouble Soup (Megadó)
- Kiscsillag - Örökre szívembe zártalak (Megadó)
- Pannonia Allstars Ska Orchestra - Feel The Riddim (Megadó)
- Rutjai Bori és a Spescko Jedno - Whatevergreens-Édesmindegy szerenádok (NarRator Records)

## Az év hazai hard rock vagy metalalbuma
The Idoru - Face The Light (The Idoru - saját kiadás)
- Blind Myself - Budapest, 7 fok, eső (Hammer Music)
- Hobo - Circus Hungaricus (EMI)
- Junkies - Degeneráció (Hammer Music)
- Ossian - Egyszer az életben (Hammer Music)
- Tankcsapda - Minden jót (Alexandra Records)

## Az év hazai elektronikus zenei produkciója
Andrewboy - DirtyDance (CLS Music)
- Compact Disco - Stereoid (CLS Music)
- DJ Bootsie - Holiday In The Shade (!K7/Neon Music)
- DJ Titusz - CHIP-CHIP CHOKAS - Chip Rock Hungary (1G Records)
- Myon & Shane 54 (Laptop DJ)
- Stereo Palma (CLS Music)

## Az év hazai jazzalbuma
Bársony Bálint - Sunshine Jazz (szerzői kiadás/CLS Music)
- Balázs Elemér Group - Memories (X-Produkció)
- Borlai-Zsoldos - Supercussion (Tom-Tom Records)
- László Attila - Babel (Tom-Tom Records)
- Váczi Eszter Quartet - Vissza hozzád (Tom-Tom Records)

## Az év hazai világzenei albuma
Szirtes Edina Mókus - Tesséklássék (Sony Music)
- Amselmo Crew - Sex And Violence (NarRator Records)
- Fiskin - Firkinful Of Beer (Universal Music)
- Kerekes Band - Fel a kalappal! (Kerekes Band)
- Laár András - Tündértantra (CLS Music)
- Palya Bea - Egyszálének (Sony Music)

## Az év hazai gyermekalbuma
Szalóki Ági - Gingalló (Folkeurópa)
- Alma Együttes - Mars a buliba! (Alma együttes)
- Halász Judit - Csiribiri (EMI)
- Horgas Eszter - Karácsony angyala (Sony Music)
- Kiskalász Zenekar/Bartos Erika - Zsákbamacska (Alexandra Records)

## Az év hazai szórakoztató zenei albuma
Bangó Margit - Mulatok, mert jól érzem magam (EMI)
- Bereczki Zoltán-Szinetár Dóra - Duett karácsony (Universal Music)
- Bereczki Zoltán-Szinetár Dóra - Musical Duett koncert (EMI)
- Budapest Bár - Volume II. - Tánc (EMI)
- Musical - Szép nyári nap (Magneoton)

## Az év hazai felfedezettje
SP (Gold Record)
- Király Viktor (Magneoton)
- Maszkura és a Tücsökraj (CLS Music)
- Odett és a G Girlz (CLS Music)
- Szirtes Edina Mókus (Sony Music)

## Az év hazai autentikus népzenei albuma
Megosztott díj
- Tükrös zenekar - A mi Mezőségünk (Folkeurópa)
- Magyarpalatkai banda - Palatkaiak a Fonóban (Fonó)

## Az év legjobb közreműködő zenésze
- Sipeki Zoltán

## Az év hazai klasszikus komolyzenei albuma
- Bartók Béla - Kórusművek 2. - vezényel: Szabó Dénes (Hungaroton)

## Az év hazai kortárs komolyzenei albuma
- Sc.art - The Well-Tempered Universe (Szemtanú Bt.)

## Fonogram-díj a kiemelkedő közreműködő zenész pályafutásért
- Solti János

## Életműdíj
- Földes László Hobo

## Az év hazai dala
Quimby - Ajjajjaj (Tom-Tom Records)
- Demjén Ferenc - A lelkünk most is vágtat (R&R)
- Erik Sumo Band - Disco In My Head (Megadó)
- Hobo - Merlin (EMI)
- Magna Cum Laude - Pálinka dal (Magneoton)
- Zséda - És megindul a Föld (Magneoton)

Ebben a kategóriában a közönség szavazatai döntenek. A szavazást a MAHASZ és a Fonogram - Magyar Zenei Díj médiatámogatója, a Neo FM Rádió közösen bonyolítja le.

## Az év külföldi klasszikus pop-rock albuma
Green Day - 21st Century Breakdown (Warner Music)
- Depeche Mode - Sounds of the Universe (EMI)
- Norah Jones - The Fall (EMI)
- Robbie Williams - Reality Killed The Video Star (EMI)
- U2 - No Line On The Horizon (Universal Music)

## Az év külföldi modern pop-rock albuma
Lady Gaga - The Fame (Universal Music)
- A-HA - Foot Of The Mountain (Universal Music)
- Beyoncé - I Am... Yours: An Intimate Performance at Wynn Las Vegas (Sony Music)
- Lily Allen - It's Not Me It's You (EMI)
- The Black Eyed Peas - The E.N.D. (Universal Music)

## Az év külföldi alternatív albuma
Muse - The Resistance (Warner Music)
- Gossip - Music For Men (Sony Music)
- Manic Street Preachers - Journal For Plague Lovers (Sony Music)
- Tori Amos - Abnormally Attracted To Sin (Universal Music)
- White Lies - To Lose My Life (Universal Music)

## Az év külföldi hard rock vagy metalalbuma
Rammstein - Liebe Ist Für Alle Da (Universal Music)
- Iron Maiden - Flight 666 (EMI)
- Marilyn Manson - The High End of Low (Universal Music)
- Saxon - Into The Labyrinth (Hammer Music)
- Slayer - World Painted Blood (Sony Music)

## Az év külföldi elektronikus zenei produkciója
David Guetta - One Love (EMI)
- Calvin Harris - Ready For The Weekend (Sony Music)
- Deadmau5 - For Lack Of A Better Name (EMI)
- Moby - Wait For Me (EMI)
- Pendulum - Il Silico (Warner Music)
- Pitbull - Rebelution (CLS Music/Sony Music)